# فيرونيكا فينتر
فيرونيكا فينتر (بالألمانية: Veronika Winter)‏ هي مغنية ومغنية أوبرا ألمانية، ولدت في 2 فبراير 1965 في ليمبورغ أن در لان في ألمانيا.